# Dějiny udatného českého národa
Dějiny udatného českého národa je kreslený seriál pro děti o české historii. Autorkou pořadu byla Lucie Seifertová. Postavou vypravěče provázejícího seriálem je český lev, kterého namluvil Jiří Lábus.
Seriál odvysílala Česká televize premiérově v letech 2010–2012. V roce 2009 soutěžil v Mezinárodní soutěži krátkých animovaných filmů pro děti na 49. ročníku Mezinárodního festivalu filmů pro děti a mládež Zlín 2009 a na 8. mezinárodním festivalu animovaných filmů Anifest 2009 v Třeboni.

## Knižní předloha
Autorka pořadu Lucie Seifertová vytvořila v roce 2003 stejnojmennou knihu, která se později stala předlohou seriálu. Tato kniha získala cenu Magnesii Literu jako kniha roku 2003 pro děti a mládež, Zlatou stuhu za rok 2003 v kategorii Literatura faktu a populárně naučná literatura pro děti a cenu Zlatá pečeť za polygrafické zpracování.

## Seznam dílů
Celkem bylo vytvořeno a odvysíláno 111 dílů seriálu.